# Aases syndrom
Aases syndrom, eller Aase-Smiths syndrom, är en ovanlig ärftlig sjukdom som kännetecknas av blodbrist med vissa led- och skelettmissbildningar. Aases syndrom tros vara en autosomal recessiv ärftlig sjukdom.
Den genetiska grunden för sjukdomen är okänd. Allvarliga fall har förknippats med dödfödsel eller tidig död.
Blodbristen orsakas av underutveckling av benmärgen, vilket är där blodkropparna bildas.
Komplikationer som är relaterade till blodbrist inkluderar svaghet, trötthet och minskad syresättning av blodet.
Minskat antal vita blodkroppar förändrar kroppens förmåga att bekämpa infektioner.
Regelbundna blodtransfusioner ges till patienterna det första levnadsåret för att behandla blodbrist. Blodbristen försvinner vanligen med åren.
Prednison, en sammansatt hormonmedicin, kan ges, men detta bör undvikas i barndomen på grund av biverkningar på tillväxt och hjärnans utveckling. En benmärgstransplantation kan behövas om annan behandling inte fungerar.
Aases syndrom är uppkallad efter de amerikanska barnläkarna Jon Morton Aase och David Weyhe Smith, som beskrev sjukdomen år 1968.

## Symptom
- Svagt nedsaktad tillväxt.
- Blek hud.
- Fördröjd stängning av fontaneller.
- Smala axlar.
- Tredubbelt-ledade tummar, frånvarande eller små knogar, minskade hudveck på fingerlederna.
- Oförmåga att helt sträcka ut lederna vid födseln (medfödda kontrakturer).
- Gomspalt, kluven gom.
- Vanskapta öron.
- Hängande ögonlock.